# Parafia św. Marii Magdaleny w Ścinawce Średniej
Parafia św. Marii Magdaleny w Ścinawce Średniej znajduje się w dekanacie noworudzko-słupieckim, w diecezji świdnickiej. Była erygowana w XIV wieku. Jej proboszczem jest ks. Gabriel Horowski.
Z parafii pochodzi ks. bp Adam Bałabuch, biskup pomocniczy diecezji świdnickiej.

## Świątynie
- Kościół św. Marii Magdaleny w Ścinawce Średniej
- Kościół Bożego Ciała w Ścinawce Średniej
- Kościół śś. Piotra i Pawła w Raszkowie

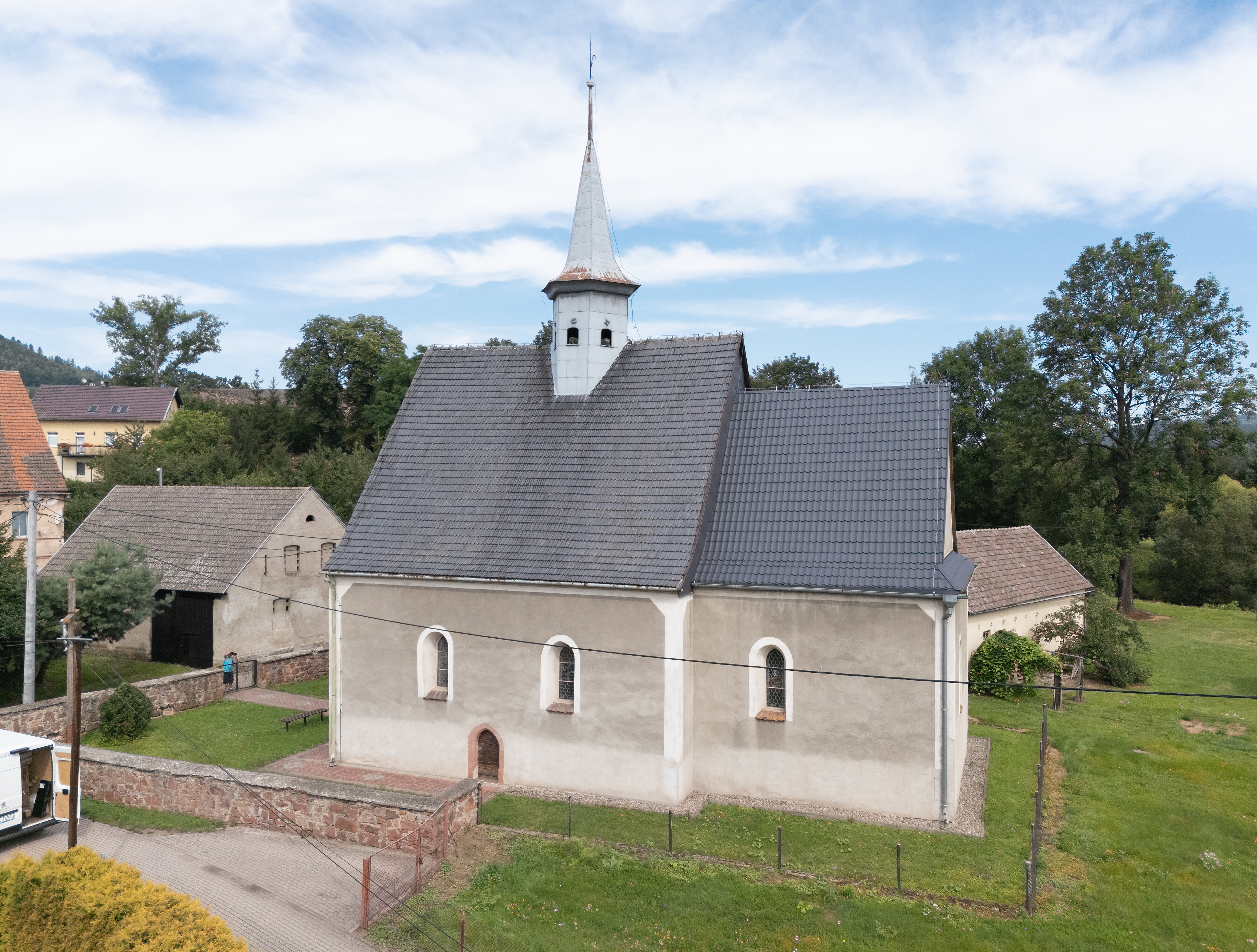
Kościół Bożego Ciała w Ścinawce Średniej
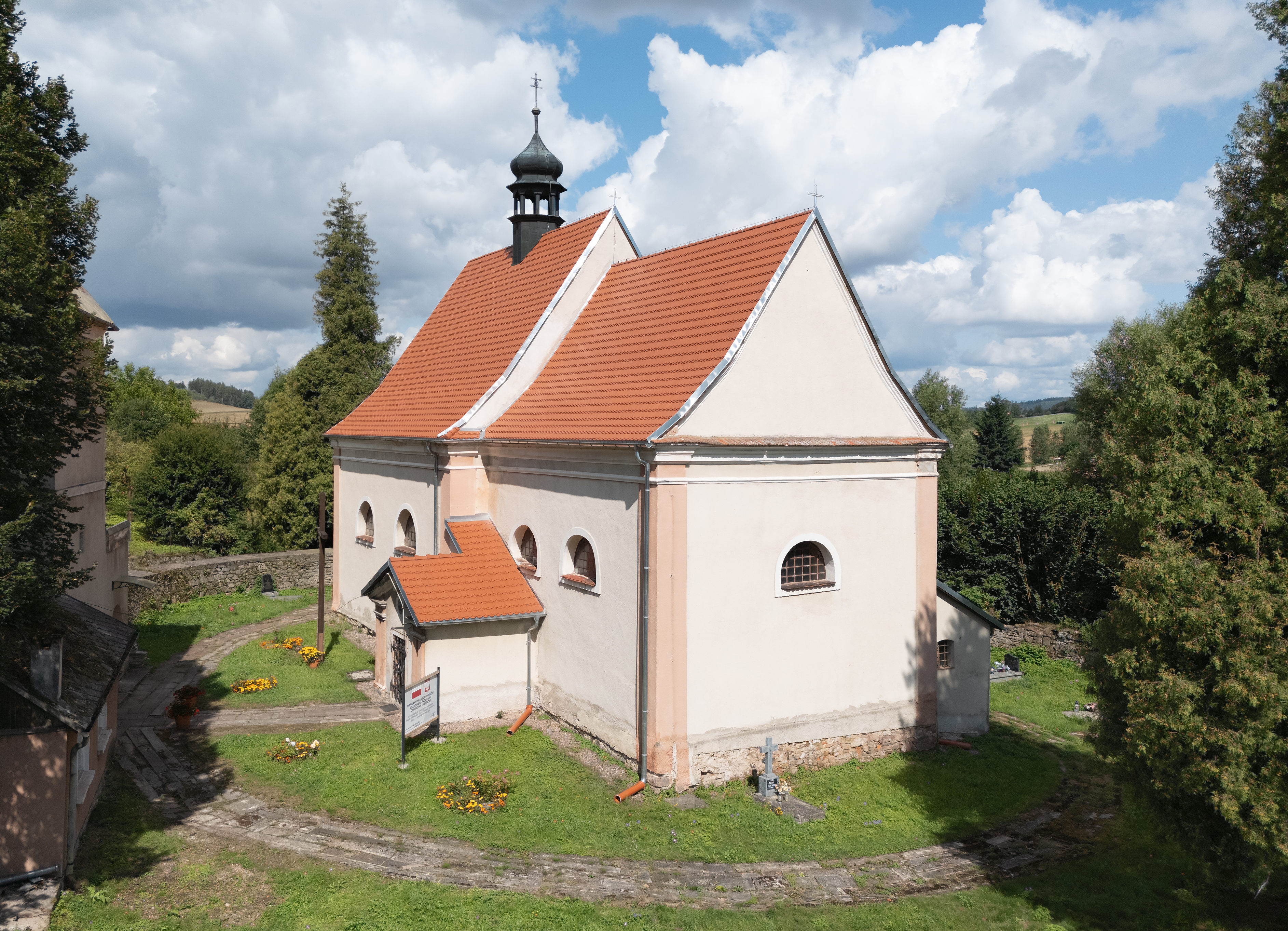
Kościół śś. Piotra i Pawła w Raszkowie